# Koleje Cukrowni Garbów
Koleje Cukrowni Garbów – zlikwidowane wąskotorowe linie kolejowe które należały do Cukrowni Garbów lub były przez nią eksploatowane. Cukrownia ta, znajdująca się we wsi Zagrody i działająca w latach 1908-2003/04, w różnych okresach swojej działalności wykorzystywała trzy oddzielne kolejki:

## Garbów-Nałęczów
- Rozstaw toru – 750 mm
- Trakcja – parowa

Pierwszy odcinek powstał jednocześnie z budową cukrowni – była to linia z cukrowni do normalnotorowej stacji Wąwolnica (od 1925 pod nazwą Nałęczów) o długości 12 km, w połowie lat 20. dobudowano odcinki w kierunkach Bogucin i Kurów. Według spisu z 1926 cukrownia posiadała 32 km kolei 750 mm wraz z taborem: 2 parowozy po 50 KM, 2 parowozy po 80 KM, 28 wagonów 5-tonowych, 34 wagony 9-tonowe. Typowo koleją wożono towary takie jak: węgiel, kamień wapienny, buraki, wysłodki, melasa, cukier, zboże, mąka, nawozy; czasami zdarzały się też przewozy osobowe – pociągi kolonijne. Od roku 1916 do stacji Wąwolnica/Nałęczów dochodzi także druga wąskotorówka o tym samym rozstawie – dzisiejsza Nadwiślańska Kolejka Wąskotorowa, obydwie wąskotorówki były jednak po przeciwnych stronach linii normalnotorowej i nie miały ze sobą stałego połączenia, wymianę taboru realizowano wykorzystując pomosty układane chwilowo w poprzek normalnego toru. Sieć kolejową cukrowni zlikwidowano w latach 70., niektóre odcinki wcześniej.
Obecnie w wielu miejscach wciąż istnieją wyraźne ślady po tej kolejce, głównie nasypy i wkopy, np. fragment nasypu wzdłuż DW874 między Markuszowem a Zagrodami, przy tej samej drodze w Bogucinie można zobaczyć dawny budynek stacyjny (dziś zajazd) wraz z rampą.
Istniały następujące odcinki:
- Cukrownia Garbów – Olszowiec – Bronice – stacja Nałęczów (styk z siecią normalnotorową)
- Cukrownia Garbów – Bogucin
  - odgałęzienie do kopalni piachu koło wsi Marynki
  - odgałęzienie do gorzelni i młyna w Garbowie
  - odgałęzienie w pobliże wsi Leśce
- Olszowiec – Józefów
  - odgałęzienie do wsi Olesin
    - odgałęzienie do Dworu Kurów, być może do znajdującej się tam gorzelni

## Kozienice-Kuźmy
- Rozstaw toru – 600 mm
- Trakcja – parowa

Zbudowana w latach 1921-24, wykorzystywana do przewozu buraków do przystani na Wiśle, dalej buraki transportowano drogą wodną do Piotrawina a następnie tamtejszą kolejką do Cukrowni Opole, gdzie je przetwarzano. Według spisu z 1926 cukrownia Garbów posiadała 12 km kolei 600 mm wraz z taborem: 1 parowóz 60 KM i 12 wagonów 3-tonowych. Kolejkę zlikwidowano w okresie międzywojennym. Istniał jeden odcinek:
- Kozienice – Kuźmy (brzeg Wisły)

## Sadurki
- Rozstaw toru – 750 mm
- Trakcja – parowa

Wybudowana w latach 1923–1925 jako jedna z kolejek Cukrowni Lublin. Część odcinków zlikwidowano około roku 1937, resztę przekazano Cukrowni Garbów, całkowita likwidacja po II wojnie światowej. Więcej informacji – patrz Koleje Cukrowni Lublin.